# Deutsche Gesellschaft für Verkehrsmedizin
Die Deutsche Gesellschaft für Verkehrsmedizin (DGVM) ist eine interdisziplinäre, wissenschaftliche Fachgesellschaft. Sie betreibt Verkehrsunfallprophylaxe, indem sie die interdisziplinäre Grundlagenforschung zum Faktor Mensch im Straßenverkehr fördert und die gewonnenen wissenschaftlichen Erkenntnisse publiziert. Damit sollen wissenschaftliche Grundlagen geschaffen werden, die es unter anderem Entscheidungsträgern in Politik und Verwaltung ermöglichen, Gesetzgebung und Verwaltungsverfahren im Sinne der Verkehrssicherheit laufend zu überprüfen. Die DGPW ist Mitglied der Arbeitsgemeinschaft der Wissenschaftlichen Medizinischen Fachgesellschaften (AWMF).

## Ziele und Aufgaben
Die DGVM sieht es als vorrangiges Ziel an, in Zusammenarbeit Kooperationspartnern die wissenschaftlichen Grundlagen von Fahreignungsuntersuchungen und von Verkehrssicherheitstechniken fortzuentwickeln. Darüber hinaus engagiert sich die DGVM in der Verbesserung der Ausbildung zum „Facharzt mit verkehrsmedizinischer Zusatzqualifikation“.

## Veröffentlichungen
Die Gesellschaft veröffentlicht Stellungnahmen zu Vorgehensweisen, Maßnahmen und Standards in ihrem Fachgebiet. Hierzu gehören auch medizinische Leitlinien, Beurteilungskriterien für die Fahreignungsbegutachtung und verkehrsmedizinische Fortbildungscurricula.

## Veranstaltungen
Die Gesellschaft organisiert – teilweise mit Kooperationspartnern – Tagungen und Veranstaltungen zu Themen ihres Fachgebiets.

## Publikationen
Offizielles Journal der Gesellschaft ist die Zeitschrift ZVS Zeitschrift für Verkehrssicherheit .

## Ehrungen
Die Gesellschaft hat bisher die folgenden Persönlichkeiten zu Ehrenmitgliedern ernannt:
- Günther Dotzauer
- Herbert Elbel
- Wolfgang Eisenmenger
- Bernd Friedel
- Joachim Gerchow
- Berndt Gramberg-Danielsen
- Johannes Hirschmann
- Fritz H. Kemper
- Herbert Lewrenz
- Rainer Mattern
- Rudhard Klaus Müller
- Franz Petersohn
- Heinrich Praxenthaler
- Hans Joachim Rauch
- Günter Reinhardt
- Georg Schmidt
- Erich Schütz
- Michael Staak
- Hans-Joachim Wagner

## Geschichte
Die DGVM wurde 1957 gegründet und ist seit dem Jahr 2000 Mitglied der AWMF.